# Louis IV d'Outremer
Vous lisez un « bon article » labellisé en 2009.
Pour les articles homonymes, voir Louis IV.
Louis IV, dit « d'Outremer » (né entre septembre 920 et septembre 921 – 10 septembre 954, Reims), fils de Charles III le Simple et d'Edwige de Wessex, est un roi des Francs (936-954) de la dynastie carolingienne.
Après la déchéance en 922 de son père le roi Charles III le Simple, sa mère et le prince Louis, âgé de deux ans, se réfugient en Angleterre (d'où son surnom d’Outremer), à la cour de son grand-père maternel Édouard l'Ancien, puis à celle de son oncle Æthelstan, roi de Wessex. Devenu l'héritier carolingien par la mort en captivité de Charles III (929), il est rappelé d'Angleterre par le puissant marquis de Neustrie Hugues le Grand afin de succéder au roi Raoul mort au début de l'année 936, laquelle marque alors le retour de la dynastie carolingienne.
Son règne riche en rebondissements est avant tout connu par les Annales de Flodoard puis plus tardivement par les Histoires de Richer de Reims. Une fois au pouvoir, Louis d'Outremer souhaite s'éloigner d'Hugues le Grand devenu duc des Francs et seconde personnalité du Royaume après le roi. Dans un premier temps, il se lance à la conquête de la Lotharingie (939). Cette expédition est un échec et son beau-frère Otton Ier ne tarde pas à le soumettre en assiégeant la cité de Reims (940). Dans un second temps, après la mort du comte des Normands Guillaume Longue-Épée, Louis IV tente de prendre à son compte le gouvernement de Normandie mais il est enlevé par les hommes d'Hugues le Grand (945).
Le concile d'Ingelheim (948) permet l'excommunication du duc des Francs et la libération définitive de Louis IV. À partir des années 950, le roi s'impose progressivement dans le nord-est de son royaume en tissant de nombreuses fidélités (notamment avec les Vermandois) sous la nouvelle protection ottonienne. Il meurt accidentellement d'une chute de cheval entre Laon et Reims en 954.

## Le contexte politique, économique et culturel en Occident (première moitié duXesiècle)

### Les principales forces politiques de l'Occident chrétien

#### Les royaumes anglo-saxons

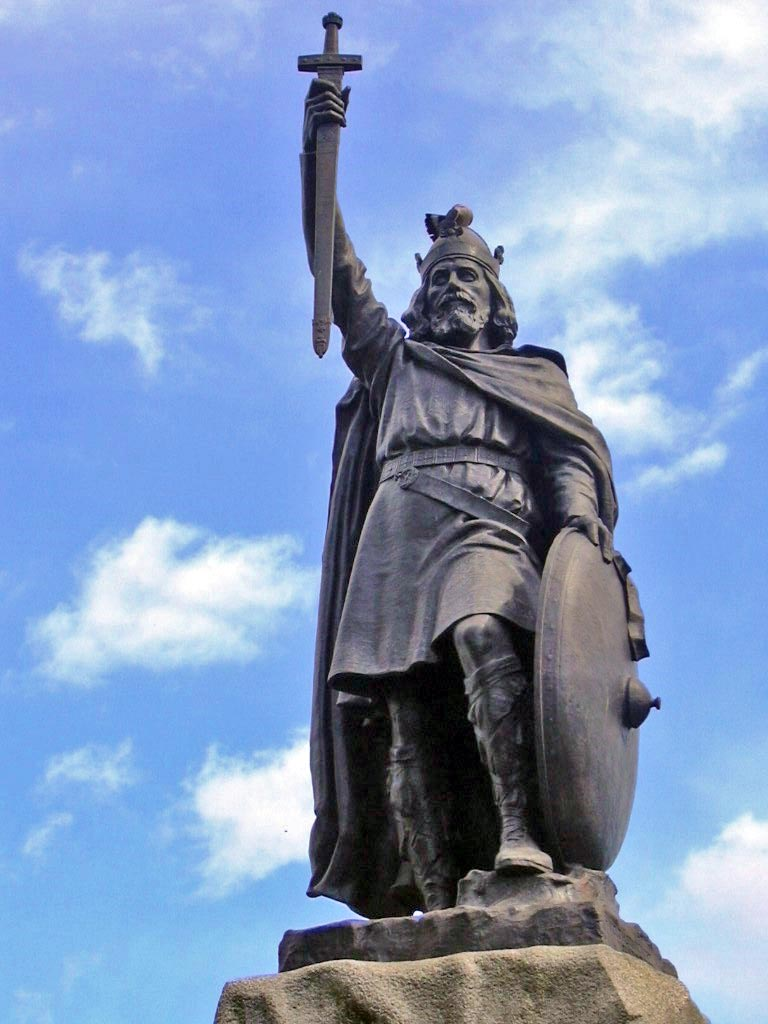
Vue d'artiste d'Alfred le Grand, roi du Wessex (871-899).
Statue érigée à Winchester en 1899.

Les îles Britanniques du haut Moyen Âge sont composées de multiples petits royaumes fondés par les Jutes, les Angles et les Saxons (peuples venus de Germanie au Ve siècle) au détriment des natifs bretons. Ces royaumes sont fréquemment en guerre les uns contre les autres et sont frappés par les invasions vikings à partir de la fin du VIIIe siècle.
Au milieu du IXe siècle, la façade sud de la Grande-Bretagne est occupée par le royaume de Wessex et l'Ouest des Midlands par celui de Mercie, tandis que subsistent des royaumes bretons en Cornouaille au sud-ouest et au pays de Galles à l'ouest. En revanche, une large moitié nord de l'île est occupée par les royaumes danois et norvégiens issus des invasions vikings : Cinq Bourgs, Est-Anglie, royaume de Jórvík (York), etc..
Dès la fin du IXe siècle, le Wessex s'impose parmi les autres royaumes de Grande-Bretagne en résistant aux assauts des Vikings sous les rois Æthelred (865-871) et Alfred le Grand (871-899). Grâce à sa victoire à Ethandun en 878, Alfred parvient à repousser les envahisseurs dans le nord-ouest de l'Angleterre, une région qui prend le nom de Danelaw. À la mort d'Alfred, le Wessex est devenu le royaume le plus puissant d'Angleterre. Son successeur, Édouard l'Ancien (899-924), guerroie durant une bonne partie de son règne contre les Vikings (914-920) et prend le contrôle de la Mercie : en 920, les rois anglo-saxons et danois reconnaissent la suprématie d'Édouard. Ce dernier marie sa fille Edwige au roi franc Charles III le Simple.
Son fils et successeur Æthelstan (924-939) s'engage à pacifier l'île en pratiquant une politique matrimoniale d'envergure : ainsi sa sœur est mariée au roi de Jórvík Sihtric, et plusieurs chefs vikings sont baptisés pour l'occasion. Il donne sa sœur Eadhild en mariage au duc Hugues le Grand et sa sœur Édith à l'empereur Otton Ier du Saint-Empire. Surtout, le Wessex commence à conquérir les pays du Danelaw qu'Alfred a laissés aux Vikings. Souverain charismatique et puissant, Æthelstan se fait appeler dans les sources « Rex totius Britanniæ » (roi de toute la Bretagne) et même « imperator » (empereur), et il s'engage même à accueillir tous les chefs d'Armorique chassés par les Normands.
Le 12 juillet 927 est signé le traité de paix de Penrith dans lequel les souverains britanniques (Ealdred Ier de Bernicie, Constantin II et Owen de Strathclyde) se reconnaissent mutuellement et se rapprochent : c'est l'acte de naissance de l'Angleterre unifiée. Cependant, la paix ne dure pas puisque dès 934, Æthelstan mène une expédition en Écosse pour rappeler à l'ordre Constantin, le roi des Scots. Après sa mort, Olaf Gothfrithson, roi de Dublin, s'empare de Jórvík et d'autres territoires autrefois sous la domination d'Æthelstan. Son successeur, le roi Edmond (939-946), reconquiert Jórvík, mais il est assassiné. Eadred (946-955), fils cadet d'Édouard l'Ancien, prend la relève et guerroie difficilement contre le roi de Dublin Olaf Kvaran et contre le roi de Jórvík Éric à la Hache sanglante.

#### La Francie orientale «germanique»

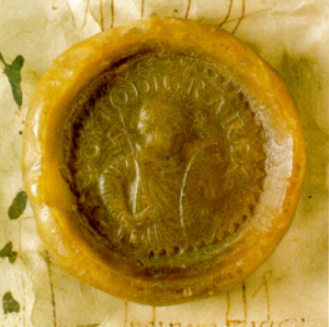
Sceau d' (936).

En 843, lors du partage de Verdun, le royaume oriental devient l'héritage dû à Louis le Germanique (l'Empire carolingien est désintégré). Finalement en 881, la Francia orientalis échoit à l'un des fils de Louis, Charles III le Gros, qui sera le dernier souverain à réunir les trois royaumes (Francie de l'Ouest, Lotharingie et Francie de l'Est) pendant une courte période de trois ans. Les grands de Germanie déposent Charles, incapable et malade, en 887 et élisent Arnulf de Carinthie. Le règne d'Arnulf (888-899) est marqué par la volonté de nouer des liens d'amitiés avec les souverains voisins et surtout de maintenir l'unité du Royaume.
Sous son successeur Louis IV l'Enfant (899-911), on assiste pour la première fois à une alliance entre l'Église et l'État par le biais d'Hatton Ier, archevêque de Mayence, et de Conrad de Franconie. Ce dernier, après avoir été associé au gouvernement royal est élu à son tour roi de Francie orientale (911-918). Son règne est constamment fragilisé par les invasions hongroises qui renforcent au contraire le pouvoir des ducs (dont le rôle est de défendre les marges du Royaume). Justement, le duc de Saxe Henri monte sur le trône en 919 malgré l'opposition des ducs de Bavière et de Souabe. La puissance de ces deux duchés entache une bonne partie du règne du souverain qui doit finalement négocier avec eux. En revanche à l'extérieur, Henri s'impose efficacement contre le roi de Bohême, les Danois et surtout les Hongrois (933).
Son fils Otton, qui lui succède en 936, souhaite remettre en place l'autorité et même nommer les ducs à la tête de chaque principauté : par exemple en Saxe, il installe la maison des Billung. Cette politique autoritaire est propice aux révoltes. Le souverain doit essuyer une révolte en Lotharingie (953) de son fils Ludolf et de son gendre Conrad. Les rebelles étant soumis, il cède le duché à son frère Brunon de Cologne. Otton renforce l'alliance Église-État à son avantage en installant des membres de sa famille sur les sièges épiscopaux (notamment son fils bâtard Guillaume à Mayence). Le roi de Francie orientale, dont deux de ses sœurs sont mariées avec des membres de la haute aristocratie de Francie occidentale, conserve des rapports étroits avec l'Ouest et n'hésite pas à intervenir en faveur ou contre le roi Louis IV (941 et 948). Enfin, la notoriété d'Otton va se répandre dans l'ensemble de l'Occident puisqu'il soumet définitivement les Hongrois au Lechfeld (955). C'est un succès fracassant : Otton devient le véritable maître de l'Occident chrétien en ce milieu du Xe siècle.

#### Les royaumes de Bourgogne, de Provence et d'Italie
À la fin du IXe siècle, l'espace bourguignon est formé de deux royaumes. D'une part la Haute-Bourgogne, également appelée Bourgogne Transjurane, et la Basse-Bourgogne ou Provence. Le royaume de Bourgogne Transjurane s'étend entre les Alpes et le Jura avec pour point central l'abbaye Saint-Maurice d'Agaune. Depuis 860, le territoire est dirigé par la dynastie des Rodolphiens et à la mort de Charles III le Gros (888), Rodolphe Ier (888-911) est couronné roi de Bourgogne. Le nouveau souverain a pour dessein la restauration de la légitimité carolingienne en Occident en s'opposant au roi de Germanie Arnulf de Carinthie (qui est un bâtard), en vain.
Plus au sud, se développe un autre royaume, celui de Provence organisé autour d'Arles et de Vienne. Ses origines se trouvent dans la révolte du comte Boson (879) qui a pris le pouvoir par la force après la désintégration du pouvoir carolingien. En réalité, seul son fils Louis aura le droit de régner (à partir de 890) puisqu'il descend par sa mère des Carolingiens. Louis est soutenu par Arnulf pour combattre Rodolphe de Bourgogne.
En 899, le roi d'Italie Lambert de Spolète puis le roi de Germanie Arnulf viennent de décéder laissant la voie libre au comte Bérenger de Frioul qui s'empare du pouvoir. Face à cet usurpateur, l'aristocratie romaine fait appel à Louis III qu'elle couronne roi d'Italie puis empereur (901). Devenu gênant, elle l'abandonne et rappelle Bérenger. Quelques années plus tard, Louis retente sa chance en Italie mais Bérenger le capture et le fait aveugler. Louis dit l'Aveugle vit désormais reclus et cède l'essentiel de ses pouvoirs à son cousin le comte de Provence Hugues d'Arles. Lassée des violences de Bérenger, l'aristocratie romaine fait appel à un nouvel homme fort : Rodolphe II de Bourgogne (923). Mais quelques années plus tard Hugues d'Arles réussit à vaincre le roi bourguignon en 926 avec l'appui de Rome. Affaibli, Rodolphe doit se soumettre au roi Henri Ier et Hugues devient de fait le seul maître de l'Italie jusqu'en 947.
Durant les années 930, la dynastie bourguignonne des rodolphiens se renforce mais elle doit se soumettre au roi de Germanie. En 937, Rodolphe II meurt, son fils Conrad III lui succède âgé d'une dizaine d'années. Hugues d'Arles profite de la faiblesse du pouvoir pour envahir le royaume de Bourgogne. Néanmoins, Otton Ier, protecteur de la Bourgogne, intervient et l'usurpateur s'enfuit. En accord avec Otton et probablement avec Louis IV de Francie, Conrad III s'empare de la Provence à la suite de l'accord de Visé signé par les trois souverains (942). Au cours des années 950, le pouvoir des rodolphiens commence à s'affaiblir et Conrad III perd progressivement le contrôle de ses espaces périphériques (comté de Provence et comté de Bourgogne).
Cette crise du pouvoir va se transformer quelques années plus tard en une crise d'identité puisque les souverains seront contraints à promettre au roi de Germanie leur succession au trône. À la veille de son accession au trône impérial, Otton contrôle l'essentiel de la Bourgogne et de la péninsule italienne.

### Les monnaies et les échanges (finIXeet débutXesiècle)

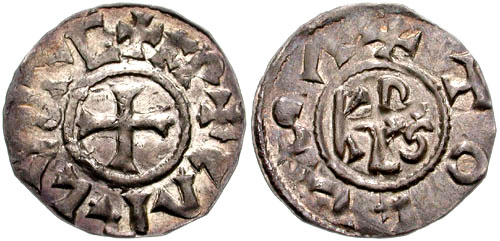
Denier de Charlemagne, début du IXe siècle.

L'économie carolingienne n'est plus cette activité médiocre et limitée qu'on a longtemps pensée. Les recherches récentes tendent à montrer que la croissance était plutôt endogène, c'est-à-dire qu'elle dépendait de sa situation géographique, de ses marchés, des rivières, des campagnes et des villes bref du développement régional d'une province donnée. Enfin l'archéologie permet d'avoir un regard neuf sur les échanges de cette période.

#### Les premières législations carolingiennes
Depuis le VIIIe siècle, les souverains favorisent les échanges en introduisant des réformes monétaires (il s'agit surtout d'adapter le numéraire à la valeur des biens commerciaux). La monnaie de référence est devenue le denier d'argent frappé dans les ateliers impériaux puis royaux selon les équivalences romaines : 12 deniers équivalent à 1 sou et 20 sous à 1 livre. Les premiers Carolingiens s'intéressent de près à la circulation monétaire en réglementant le poids et la fabrication des pièces ; Charlemagne fixe la livre à 240 deniers alors que Charles II le Chauve légifère contre les fausses monnaies. Durant le IXe siècle, deux phénomènes apparaissent : d'une part l'abandon de la monnaie d'or puis la fin du commerce méditerranéen d'origine antique.

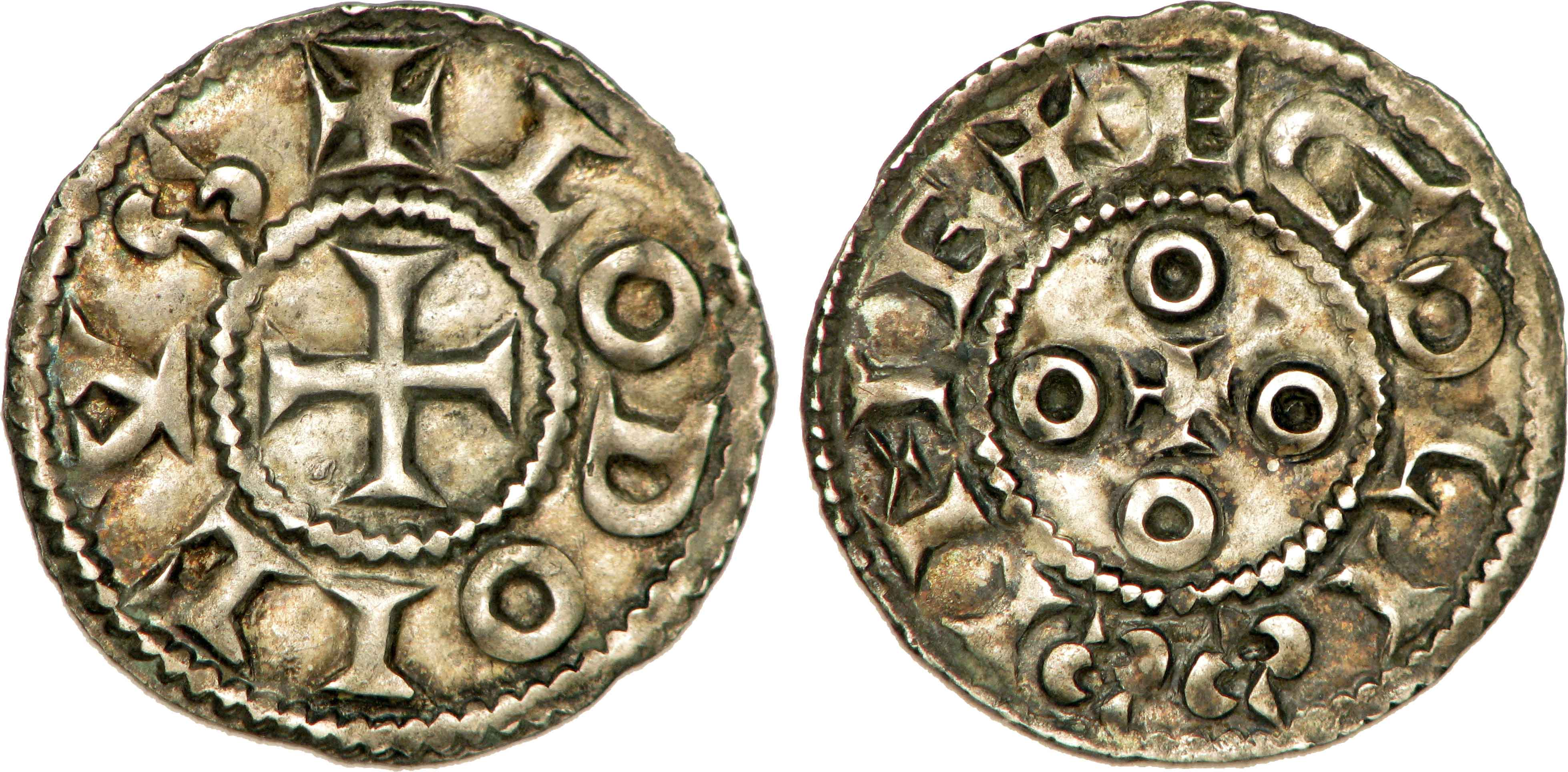
Denier du comté d'Angoulême au nom de Louis IV d'Outremer.

Durant les siècles précédents (VIIe et VIIIe siècles) les populations avaient été durement touchées par la peste venue d'Orient. L'épidémie a eu raison d'une partie non négligeable de la population en Occident ce qui ralentit le développement des échanges terrestres et maritimes. Observant une diminution du négoce, et la rupture des approvisionnements d'or, en provenance d'Orient via Constantinople, Charlemagne et ses successeurs décidèrent de retirer la monnaie d'or, utilisée depuis l’Antiquité, pour ne laisser circuler que la monnaie d'argent sous forme d'un denier argent émis à cet effet. Il faudra attendre saint Louis (soit quatre siècles) pour voir le rétablissement de la monnaie d'or en France. Second phénomène, la fin du commerce méditerranéen. Les conquêtes des Omeyyades sur le Makrech, le Maghreb et l'Espagne, ferment, dès le début du VIIIe siècle, le commerce par le sud de la Méditerranée. Le Moyen-Orient, y compris la Perse, est conquis dans le même temps. Certes les musulmans se heurtent à la résistance de Constantinople, mais ils parviennent à figer, au nord, la frontière aux portes de l'Anatolie. Le commerce méditerranéen est drastiquement réduit et l'or n'arrive plus d'Orient. Mais, un élément nouveau apparaît. L'émergence d'un nouvel espace maritime : la mer du Nord. La Méditerranée ne se relèvera pas de sitôt de l’avancée des musulmans d'une part et de l'épidémie de peste qui la frappa d'autre part. Mais l'ouverture aux échanges en mer du Nord favorise la multiplication des emporia (ports) sur les côtes septentrionales de l'Occident chrétien (par exemple Quentovic en Francie). Ces fondations sont bien entendu renforcées par le commerce qui se pratique déjà depuis quelques décennies avec les Vikings.

#### La mer du Nord, nouvel intermédiaire entre Occident et Orient
Certes, les Vikings sont responsables de nombreux raids destructeurs sur une bonne partie de l'Occident durant tout le IXe siècle : la Provence est dévastée en 859, l'abbaye Saint-Bertin en 891… Bien entendu les razzias nordiques perturbent considérablement les circuits d'échange régionaux et internationaux. En revanche, passé l'an 900, certains Vikings commencent à abandonner les armes pour s'adonner uniquement au commerce. Depuis quelques décennies, l'Occident s'est adapté et a poursuivi les échanges malgré les menaces. Ainsi les envahisseurs d'hier élargissent les horizons en intégrant les îles Britanniques au continent, complétant ainsi un vaste réseau commercial avec la mer du Nord comme espace central entamé déjà par les Frisons depuis le VIIIe siècle. Les Scandinaves sont les nouveaux intermédiaires entre l'Occident et l'Orient (la Russie, Byzance et le Moyen-Orient).
Pourtant la situation n'est pas idyllique : de fréquentes bandes normandes continuent de rompre les échanges en mer du Nord. On sait d'après les pièces retrouvées qu'au début du Xe siècle, le titre, le poids et la qualité des émissions tendent à baisser. La monnaie est toujours frappée dans les ateliers royaux, mais elle n'a plus le rôle moteur qu'elle a pu avoir à l'époque de Charlemagne et de Charles le Chauve. De plus, on remarque que la circulation, si elle se poursuit, se cantonne à des espaces plus restreints (plutôt régionaux voire locaux). Enfin, si la monnaie semble plutôt rare dans les campagnes (sauf exception) elle est d'un usage courant dans les villes (comme le montre le trésor de Saint-Denis).

#### La «féodalisation» de la monnaie

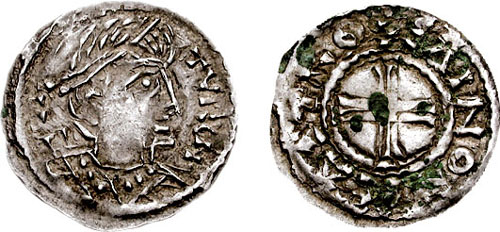
Denier de Louis IV, le roi de profil et portant les lauriers (une tradition antico-carolingienne).

Depuis Charlemagne et surtout Charles le Chauve, la monnaie est le ressort du roi et de personne d'autre. Jusqu'à la fin du Xe siècle, le souverain se fait représenter souvent de profil, lauré avec pour inscription « Dei Gratia Rex » (roi par la grâce de Dieu) pour rappeler l'origine divine de son pouvoir. Jusqu'à la fin du IXe siècle, les émissions sont réservées aux ateliers royaux gérés par les comtes. Pourtant, la crise du pouvoir qui touche la dynastie carolingienne entre 877 et 888 va permettre une certaine autonomie locale. Ainsi le contrôle royal, même s'il n'est pas interrompu, tend à diminuer. Sous le règne d'Eudes on assiste pour la première fois à une diversification des émissions. Vers 936, le comte de Normandie Guillaume Longue-Épée, Hugues le Grand et d'autres substituent le titre royal pour le leur. Sous le roi Raoul, le poids et le titre du denier chutent, pour se stabiliser à 1,3 ou 1,5 g selon les provinces. Laon apparaît comme le seul atelier royal habilité même si Hugues le Grand fait frapper monnaie à Beauvais avec la complicité de l'évêque. De même, après avoir résisté contre les assauts du comte de Vermandois, Artaud, l'archevêque de Reims et chancelier de Louis IV reçoit du roi, l'autorisation de battre monnaie dans sa cité rémoise (vers 941).

## Biographie

### Les difficultés de la famille carolingienne

#### La déchéance de son père Charles le Simple

Généalogie des Robertiens entre les.

Fils du roi Charles III le Simple et de son épouse Edwige de Wessex, Louis naît au cœur du domaine carolingien limité entre Laon et Reims aux alentours de 920/921.
Le 6 décembre 884, le roi des Francs Carloman II décède sans héritier mâle et son demi-frère, le futur Charles le Simple, n'est âgé que de cinq ans. De fait, leur cousin Charles III le Gros, empereur d'Occident et roi de Francie orientale, devient l'héritier du royaume de Carloman : la Francie occidentale. Comme ce dernier n'est pas à la hauteur face aux razzias des Vikings et qu'il tombe malade, il se fait déposer par la Diète de Tribur en 887. Face à la menace grandissante des envahisseurs du Nord, les grands du royaume de Francie occidentale ne choisissent pas Charles le Simple comme successeur encore trop jeune, mais le comte de Paris Eudes qui vient de s'illustrer dans la défense de Paris contre Rollon. Aidé par l'archevêque de Reims Foulques, Charles le Simple tente de récupérer le trône (893), en vain. À partir de 897, Charles ne règne plus que sur la cité de Laon avant qu'Eudes ne le désigne sur son lit de mort, un an plus tard, comme son successeur. Très vite, le nouveau roi des Francs va porter ses ambitions sur la Lotharingie, véritable noyau carolingien et objectif premier des souverains de Francie occidentale depuis Charles II le Chauve. Cependant, le roi de Germanie Arnulf empêche la mainmise carolingienne sur le duché lotharingien en le confiant à son fils Zwentibold en 900. Ce dernier, détesté par ses sujets, force Charles à intervenir sur place en 898 à l'appel du comte Régnier. Après s'être emparé d'Aix-la-Chapelle et occupé à Nimègue l'ancien palais de Charlemagne, il rentre en Francie à la demande des évêques germaniques. Quelques années plus tard, en 911, l'aristocratie lotharingienne fait appel à Charles le Simple après la mort de Louis IV l'Enfant, dernier souverain carolingien de Germanie.
Charles le Simple est couronné roi de Lotharingie début novembre 911. Cependant, la présence régulière du souverain franc à Aix-la-Chapelle ou à Thionville irrite rapidement l'aristocratie locale, qui craint pour son indépendance, et les grands de Francie, qui y voient un affront. La situation se complique puisque, selon Flodoard, Charles n'arrive même plus à convoquer l'ost contre les Hongrois qui menacent la Lotharingie (seul l'archevêque Hervé de Reims répond présent). La situation se cristallise définitivement avec l'affaire de l'abbaye de Chelles qui est arrachée injustement à son abbesse, belle-mère d'Hugues le Grand, pour être remise à Haganon, le conseiller détesté de Charles le Simple.
Entre les années 920 et 922, Charles le Simple se retrouve en difficulté. Bien qu'il ait pacifié ses relations avec le roi Henri Ier, il doit combattre sur deux fronts : d'une part contre Gislebert de Lotharingie et d'autre part contre Hugues le Grand, irrité de l'affront fait à sa belle-mère. Alors qu'il s'est réfugié en Lotharingie, en juin 922, les grands du royaume proclament sa déchéance et élisent comme roi Robert de Neustrie, frère de feu le roi Eudes.

#### Une jeunesse en exil

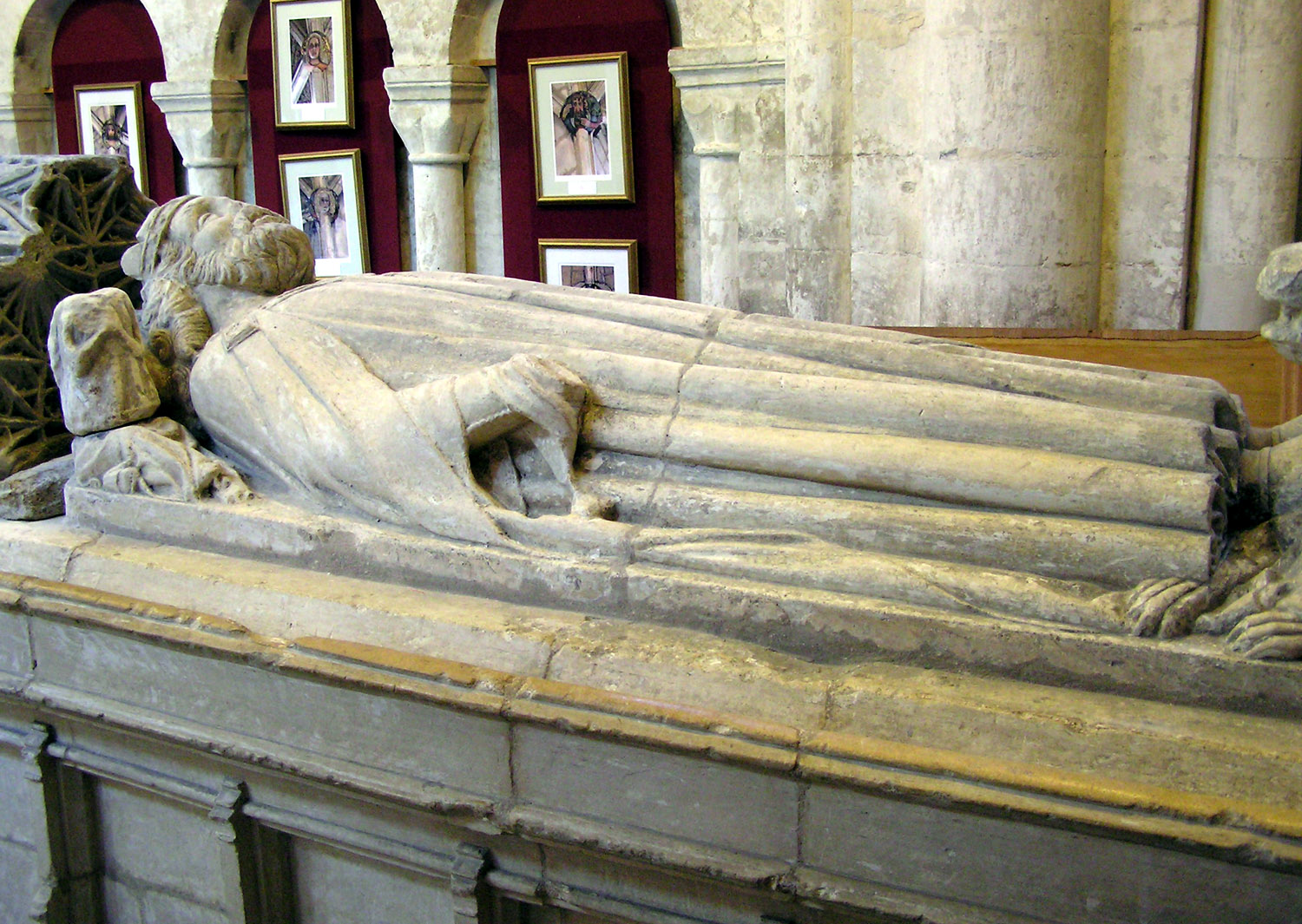
Monument funéraire du roi Æthelstan (oncle de Louis IV) à l'abbaye de Malmesbury.

Charles le Simple retourne en Francie pour reprendre le pouvoir perdu. Son armée, appuyée par un contingent lotharingien et des effectifs flamands, rencontre celle de Robert Ier à Soissons en juin 923. Selon le moine Richer de Reims, Robert est tué au cours de la bataille par le comte Fulbert ou selon d'autres historiens, de la propre main de Charles. Ce dernier prend la fuite, et les grands seigneurs de Francie élisent au trône le gendre de Robert, Raoul de Bourgogne, à Soissons le 13 juillet 923.
Au cours de l'été, Charles est capturé par Herbert II de Vermandois, autre gendre de Robert Ier, alors qu'Henri Ier en profite pour s'emparer de la Lotharingie et donner sa fille Gerberge de Germanie en mariage au duc Gislebert (928). Après la capture de son mari, la reine Edwige s'enfuit avec son fils, le prince Louis, dans le Wessex (Sud-Ouest de l'Angleterre), auprès de son père le roi Édouard l'Ancien puis de son frère Æthelstan. Le jeune Louis est élevé à la cour anglo-saxonne jusqu'à son adolescence, époque durant laquelle il se pique d'histoires légendaires comme celle de saint Edmond, roi héroïque ayant combattu les Vikings.
Son père, le roi déchu Charles, meurt dans l'humiliation à Péronne le 7 octobre 929 et est aussitôt inhumé en l'église Saint-Fursy de cette ville. La couronne devrait revenir de droit à Louis, âgé d'environ 8 ans, mais le roi Raoul se maintient sur le trône de Francie pendant quelques années encore. Le 15 janvier 936, Raoul succombe à la maladie à Auxerre et est inhumé à Sainte-Colombe de Sens. Les grands de Francie se réunissent pour réfléchir au successeur sur le trône puisque le roi défunt n'a pas d'héritier mâle. L'un d'eux, le puissant Hugues le Grand, marquis de Neustrie, propose de faire venir le fils de Charles, Louis, exilé en Angleterre et surnommé « d'Outremer » (en latin Ultramarinus).

### L'accession deLouisIVsur le trône

#### Le retrait de Hugues le Grand et le retour des Carolingiens
Durant le printemps de l'an 936, Hugues le Grand envoie une ambassade à Louis pour qu'il « vienne s'établir à la tête du royaume » (Flodoard). Le roi Æthelstan, son oncle, ayant reçu le serment des ambassadeurs de Hugues et la confirmation que le futur roi aura l'allégeance de l'ensemble de ses vassaux, l'autorise à partir en Francie avec quelques évêques et quelques fidèles. Cependant, il est étonnant que Flodoard décrive expressément le sacre sans citer l'élection. Après quelques heures de traversée, Louis reçoit sur la plage de Boulogne l'hommage de Hugues et des princes francs qui lui baisent les mains. L'historien Richer de Reims nous livre une autre anecdote savoureuse :

« Puis le duc amène en hâte un cheval orné des insignes royaux. Au moment où il veut mettre le roi en selle, le cheval fait des écarts de tous côtés ; mais Louis, d'un bond agile, saute brusquement, sans étriers, sur ce cheval hennissant. Cela plut à tous et provoqua la reconnaissance de tous. »

— Richer de Reims, apr. 990.
Louis et sa cour chevauchent tous en direction de Laon où doit avoir lieu la cérémonie de couronnement.
Les historiens se sont demandé pourquoi le puissant marquis Hugues de Neustrie avait fait appel à ce jeune prince carolingien plutôt que de monter lui-même sur le trône, comme l'avait fait son père quinze ans auparavant. D'abord, le marquis avait beaucoup de rivaux, en particulier Hugues le Noir et Herbert II de Vermandois, qui n'auraient probablement pas accepté l'élection. Mais surtout, il semblerait qu'il ait été angoissé par la mort précoce de son père. Richer de Reims explique que le marquis de Neustrie se souvenait que son père était mort pour sa « prétention » et ainsi redoutait de régner. C'est alors que « les Gaulois, soucieux de paraître libres de l'élection de leur roi, s'assemblèrent sous la présidence d'Hugues pour délibérer de la création d'un roi ». Le moine rémois prête à Hugues le discours suivant :

« Le roi Charles est mort misérablement. Si mon père et nous, nous avons blessé la majesté divine par certains de nos actes, il nous faut employer tous nos efforts pour effacer la trace. Discutons d'un commun accord du choix d'un prince. Bien que créé roi autrefois par votre volonté unanime mon père a commis un grand crime en régnant, puisque vivait encore celui qui seul avait le droit de régner et que vivant, il a été enfermé en prison. Cela croyez-moi, Dieu ne l'a pas accepté. Aussi n'est-il pas question que je prenne la place de mon père. »

— Richer de Reims, apr. 990.
Hugues sait bien que la dynastie des Robertiens n'a pas laissé de grandes traces dans l'histoire du Royaume : son oncle Eudes est mort après quelques années de règne, délaissé par les grands ; Robert Ier a été tué, par volonté divine dit-on, au cours de la bataille de Soissons après quelques mois de règne ; Raoul n'a pas pu enrayer les troubles qui se sont multipliés dans le Royaume durant son règne ; Hugues, enfin, n'a toujours pas d'héritier mâle légitime à qui transmettre son patrimoine.

#### Le couronnement deLouisIV(936)

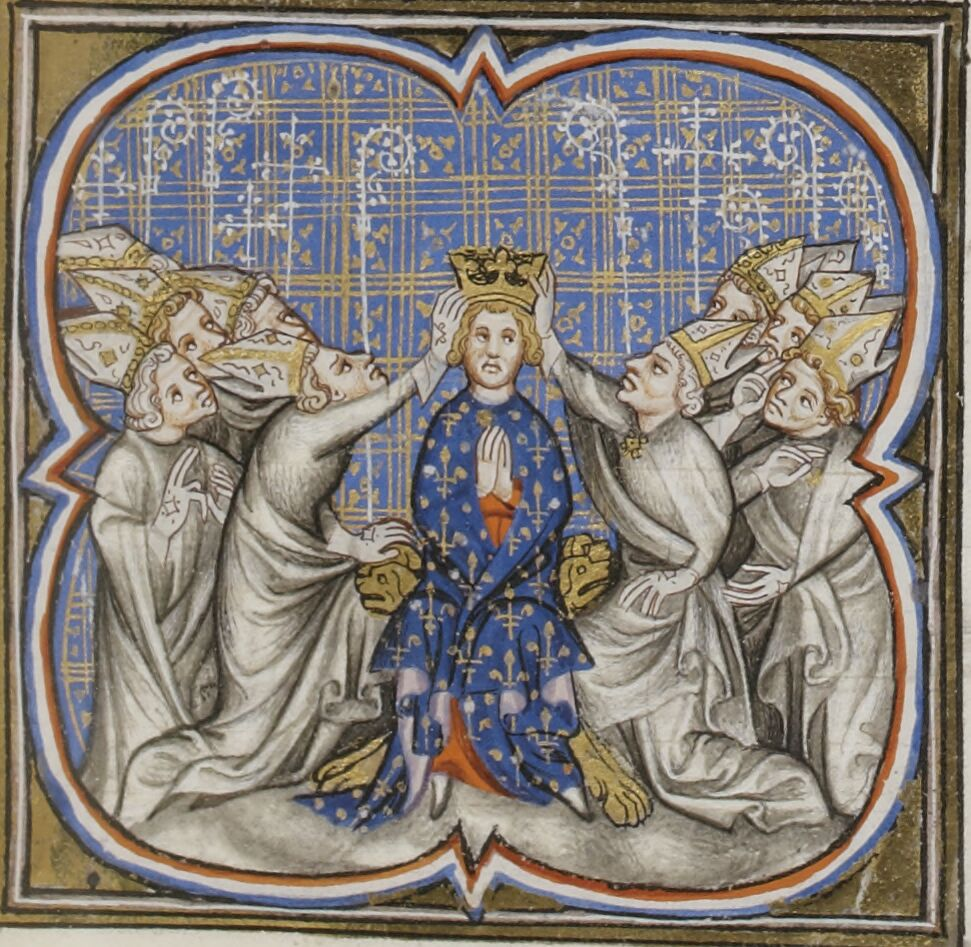
Couronnement de Louis d'Outremer.
Enluminure des Grandes Chroniques de France de, vers 1370-1379. BnF, département des manuscrits, ms. Français 2813,.

Arrivé sur le continent, Louis est un jeune prince d'une quinzaine d'années, ne parlant ni latin ni roman mais probablement le vieil anglais. Il ne sait rien de son royaume et il ne possède à peu près rien non plus. Hugues le Grand, après avoir négocié avec les grands du Royaume Guillaume Longue-Épée, Herbert II de Vermandois et Arnoul de Flandre, se place près de lui comme tuteur. Le nouveau souverain est couronné et sacré par l'archevêque Artaud de Reims le dimanche 19 juin 936 probablement à l'abbaye Notre-Dame et Saint-Jean de Laon,, peut-être à la demande de Louis puisqu'il s'agit d'un lieu-symbole carolingien investi depuis 905 par son père Charles et qu'il est peut-être né dans cette cité.
Pendant le rituel, Hugues le Grand joue le rôle d'écuyer en portant les armes du roi. On ne sait rien ou presque du couronnement et du sacre de Louis IV. Néanmoins on peut faire des hypothèses, il semble certain que le roi devait porter comme ses prédécesseurs une couronne et un sceptre (denier de Laon). Ensuite il est tout aussi évident, qu'il a dû faire la promesse devant les évêques de Francie de respecter les privilèges de l'Église. Peut-être portait-il l'anneau (signe religieux), le glaive et le bâton de saint Remi (en référence au baptême de Clovis). Enfin, le nouveau roi portait peut-être comme son ancêtre Charles II le Chauve un manteau de soie bleue orbis terrarum qualifié de vêtement cosmique (en référence à la Vulgate) ou alors un manteau de pourpre tissé de pierres précieuses et de fils d'or porté par Eudes (888) ou son fils Lothaire le jour de son inhumation (986), ?
Le jeune roi va rapidement devenir le jouet de Hugues le Grand qui règne de fait sur la Francie depuis la mort de son père en 923. Territorialement, Louis est assez démuni puisqu'il ne possède que quelques ressources foncières autour des anciens domaines carolingiens (Compiègne, Quierzy, Verberie, Ver et Ponthion), mais aussi des abbayes (abbaye Saint-Jean de Laon, abbaye Saint-Corneille, Corbie et Fleury-sur-Loire) et enfin les revenus de la province de Reims. On sait que le souverain a le pouvoir de nommer les suffragants de l'archevêque de Reims. Laon devient définitivement un « réduit de la légitimité carolingienne » éloignée de la vallée de la Loire tenue par les Robertiens.

#### Hugues le Grand, le second du Royaume
En 936, le marquis de Neustrie est bien entendu en mesure d'acquérir une suprématie sur le Royaume. Son pouvoir se décline sous deux formes : le titre extraordinaire de Dux Francorum (« duc des Francs ») que Louis IV a défini successivement sous trois formes (en 936, en 943 et en 954) et d'un pouvoir sur la Neustrie qui fait de Hugues un véritable princeps (« prince territorial »). Ce titre est, pour la première fois, officialisé par la chancellerie royale,.
Ainsi les diplômes royaux de la seconde moitié de l'année 936 confirment le caractère envahissant de Hugues le Grand : il est dit duc des Francs « en tous nos regna après nous ». Ce contenu signifie aussi que le duc Hugues nie l'existence de la principauté de Bourgogne, territoire que Hugues le Noir pensait avoir acquis depuis la mort de son frère le roi Raoul. En outre, dès le début de 937, celui que certains appellent « le roi du duc », tente de mettre un frein à la « régence » du duc des Francs ; dans les diplômes Hugues le Grand n'apparaît plus que comme « comte », comme si le titre ducal lui avait été retiré par le roi. Mais le souverain hésite, puisque le titre ducal n'émane pas, à l'origine, de lui mais de son père Charles le Simple qui avait déjà remis cet honor à Hugues en 914. Or, sauf faute grave, Louis IV ne peut le retirer au bénéficiaire.
De son côté, Hugues le Grand continue à se prétendre « duc des Francs ». Les actes royaux montrent le duc qui renforce davantage sa légitimité. En 938 dans une lettre, le pape le nomme « duc des Francs », trois ans plus tard il préside à Paris une assemblée au cours de laquelle il élève personnellement, à la manière d'un roi, ses vicomtes au rang de comtes. Enfin, c'est un homme qui est respecté par l'ensemble de l'épiscopat de Francie.

### Les difficultés du début de règne (938-945)

#### LouisIVet ses soutiens (938-939)

Le royaume de Francie au temps des derniers Carolingiens. D'après.

Les rivalités entre les grands seigneurs apparaissent comme le seul espoir pour le souverain de s'émanciper de la tutelle robertienne. En 937, Louis IV s'appuie davantage sur son chancelier Artaud l'archevêque de Reims, Hugues le Noir et Guillaume Tête d'Étoupe qui s'entendent mal avec Hugues le Grand. Il reçoit aussi l'hommage d'autres nobles importants comme Alain Barbetorte de Bretagne, qui a passé comme Louis une partie de sa vie en Angleterre, ou comme le comte Suniaire Ier de Barcelone. Malgré tout, les soutiens au roi restent limités ; le pape intervient alors en faveur de Louis IV, obligeant les grands à prêter hommage au roi dans le courant de l'année 942.
Cependant, le pouvoir est symbolique puisque le roi n'a plus d'autorité de fait dans le Midi depuis la mort du dernier comte de la marche d'Espagne (878). Hugues le Grand riposte à ces alliances en se rapprochant d'Herbert de Vermandois, très présent en Francie mineure : il possède une tour, appelée château Gaillot, dans la cité laonnoise. L'année suivante, le roi s'empare de la tour du Vermandois à Laon mais le comte met la main sur les places fortes de Reims. Le roi carolingien regarde vers la Lotharingie, la terre de ses ancêtres qu'il souhaiterait prendre à son compte. En 939, le duc Gislebert de Lotharingie, alors révolté contre le roi de Germanie Otton Ier, lui en offre la royauté ; Louis d'Outremer reçoit les hommages de l'aristocratie à Verdun sur le trajet d'Aix-la-Chapelle.
Le duc Gislebert trouve la mort à l'issue de la bataille contre Otton. Louis IV en profite pour épouser sa veuve, Gerberge de Saxe, fille d'Henri Ier et sœur d'Otton Ier. Le roi de Germanie n'entend pas en rester là. Après s'être allié à Hugues le Grand, Herbert de Vermandois et Guillaume Longue-Épée, il reprend pied en Lotharingie et se lance contre Reims.

« Cependant le roi Louis, rappelé par l'archevêque Artaud revint entra dans Laon et assiégea une nouvelle citadelle bâtie en ce lieu par Herbert. Il fit miner et renverser par beaucoup de machines le mur et la prit enfin avec beaucoup de peine. »

— Flodoard de Reims, Annales, v. 940.

#### La crise de l'identité royale (940-941)
Au cours de l'année 940, les envahisseurs pénètrent dans la cité de Reims d'où l'archevêque Artaud est expulsé au profit de Hugues de Vermandois. Herbert s'empare du précieux patrimoine de Saint-Remi. Les contemporains s'interrogent sur le cours des événements :

« ce que les Francs veulent faire de leur roi, qui a franchi la mer à leur demande, auquel ils ont juré fidélité et qui ont menti à Dieu ainsi qu'à ce même roi ? »

— Flodoard de Reims, Histoire de l'Église de Reims, v. 950.
Flodoard édite également à la fin de ses Annales le témoignage d'une fille des environs de Reims (les Visions de Flothilde) témoin de l'éviction d'Artaud à Reims. Flothilde assiste à des colloques entre les saints qui s'alarment à propos de l'infidélité des grands à l'égard du roi. Ce témoignage souligne une conviction largement répandue, surtout parmi les lettrés rémois, que l'ordre et la paix viennent des serments de fidélité au roi, en l'occurrence ici Louis d'Outremer, alors qu'on reproche à Artaud d'avoir délaissé le service divin. La tradition chrétienne de Francie affirmait que saint Martin en personne avait assisté au couronnement de 936. Désormais les deux saints patrons royaux, saint Remi et saint Denis, commencent à désespérer du règne. Pour adoucir le courroux des saints, en plein siège de Reims par Hugues le Grand et Guillaume Longue-Épée, Louis d'Outremer se rend à la basilique Saint-Remi et promet au saint de lui verser une livre d'argent par an.
De son côté, le duc des Francs et ses vassaux ont juré allégeance à Otton Ier qui vient de s'installer au palais carolingien d'Attigny avant de faire, en vain, le siège de Laon. En 941, l'armée royale, qui tentait de s'opposer à l'invasion ottonienne, est taillée en pièces et Artaud est soumis aux princes. Désormais le roi Louis est retranché dans le seul bien qui lui reste : la cité laonnoise. Le roi de Germanie estime que le roi des Francs est suffisamment diminué pour lui proposer une réconciliation avec le duc des Francs et le comte de Vermandois : Otton est le nouvel arbitre en Occident.

#### L'affaire de Normandie (943-946)

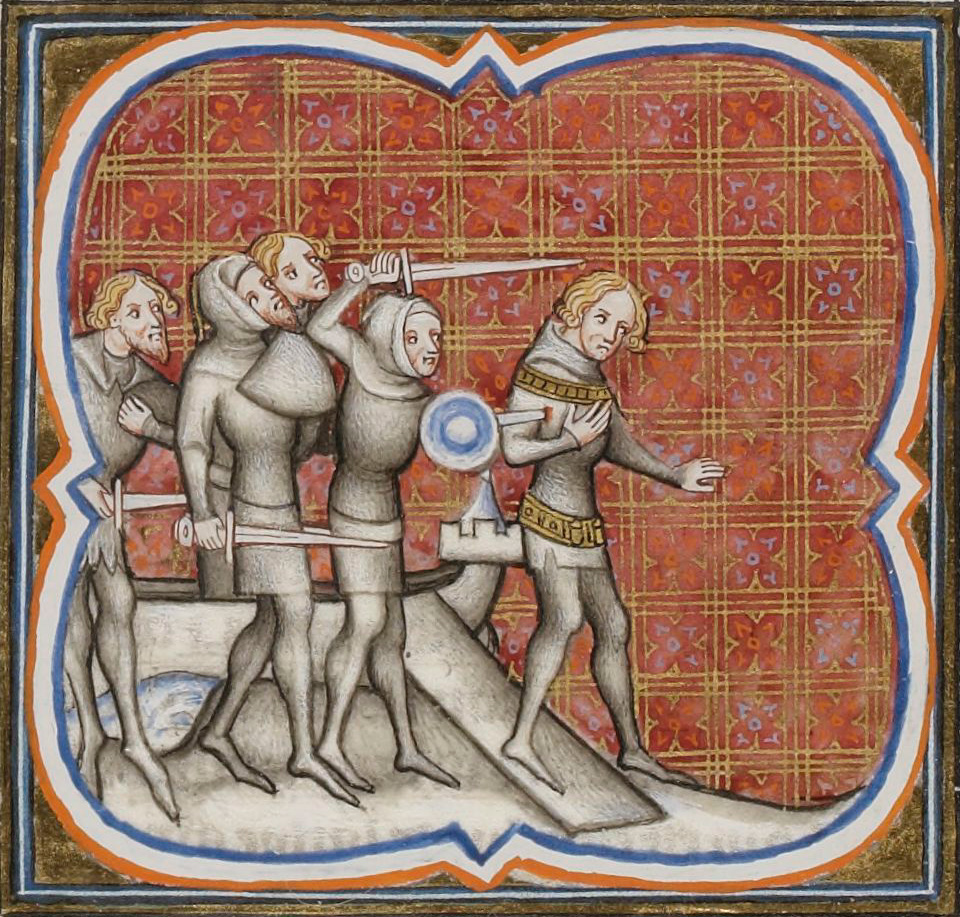
Assassinat de Guillaume Longue Épée en 942 (Grandes Chroniques de France, 1460).

Le 17 décembre 942, le comte des Normands Guillaume Longue-Épée est assassiné à Picquigny par les hommes d'Arnoul de Flandre et le 23 février 943, Herbert II de Vermandois trépasse de mort naturelle. Le premier laisse un jeune héritier, Richard Ier âgé d'une douzaine d'années, et le second quatre fils adultes. Louis d'Outremer profite de ces troubles pour entrer à Rouen, recevoir l'hommage d'une partie de l'aristocratie normande et proposer sa protection au nouveau comte avec l'aide d'Hugues le Grand. La tutelle de la Normandie est confiée à son fidèle Herluin, le comte de Montreuil également vassal d'Hugues, tandis que le roi s'empare de la personne du comte qu'il emmène à Laon puis au château de Coucy. En Vermandois, le roi redresse également la tête puisqu'il se fait remettre Saint-Crépin de Soissons après le partage du domaine des Vermandois entre Eudes (comté d'Amiens), Herbert III (comté de Château-Thierry), Robert (comté de Meaux) et Albert (comté de Saint-Quentin). Ce dernier promet sa fidélité au roi et l'abbaye Saint-Crépin de Soissons est finalement remise à Renaud de Roucy. Entre-temps, en 943, lors de l'hommage prêté au roi, Hugues le Grand obtient une nouvelle fois du souverain le ducatus Franciæ (duché de Francie) ainsi que le pouvoir sur la Bourgogne.
Durant l'été 945, le roi Louis se rend en Normandie après l'appel de son fidèle Herluin de Montreuil victime d'une grave révolte. Alors que les deux hommes chevauchent, ils tombent dans une embuscade près de Bayeux. Son compagnon Herluin est assassiné mais le souverain parvient à s'enfuir à Rouen ; il est finalement capturé par des Normands, probablement manipulés par le duc des Francs. Les ravisseurs exigent de la reine Gerberge qu'elle donne en otage ses fils Charles et Lothaire contre la libération de Louis IV. La souveraine ne cède que Charles, le plus jeune, et l'évêque Gui de Soissons (et peut être aussi celui de Beauvais) prend la place de son fils Lothaire. Comme son père, Louis IV est gardé en captivité, puis remis à Hugues. Sur son ordre, le roi est gardé par le comte de Tours Thibaud Ier de Blois pendant plusieurs mois. Le guet-apens et la capture du souverain ont sans doute été commandités par Hugues le Grand qui veut définitivement mettre à pied un roi qui commençait à lui échapper. En fin de compte, poussé par les grands et sûrement pressé par Otton et Edmond de Wessex, Hugues décide de libérer le roi des Francs :

« Hugues le Grand restitua au roi Louis la fonction des rois ou plutôt le nom »

— Flodoard de Reims, Annales, v. 950.
Hugues est le seul à décider s'il souhaite déchoir ou relever Louis IV. En contrepartie de la libération du souverain, il exige qu'on lui remette la ville de Laon, qu'il confiera à son vassal Thibaud. La royauté carolingienne est au fond du gouffre, elle ne maîtrise plus rien et ne possède plus rien. En juin 946, un diplôme royal s'intitule avec optimisme « onzième année du règne de Louis quand il eut recouvré la Francia ». Ce diplôme est le premier texte officiel identifiant le seul royaume occidental des Francs (parfois appelé Francie occidentale par certains historiens). Cette mention est cohérente avec le fait que le titre de roi des Francs relevé en 911 par Charles III le Simple a été par la suite continûment revendiqué par les rois du royaume occidental issu du traité de Verdun, y compris les non-carolingiens. Chez les rois de l'Est, parfois appelés rois des Germains, cette revendication sera épisodique et disparaîtra dès le XIe siècle.

### Sous la coupe ottonienne (946-954)

#### Le procès d'Hugues le Grand (948-949)

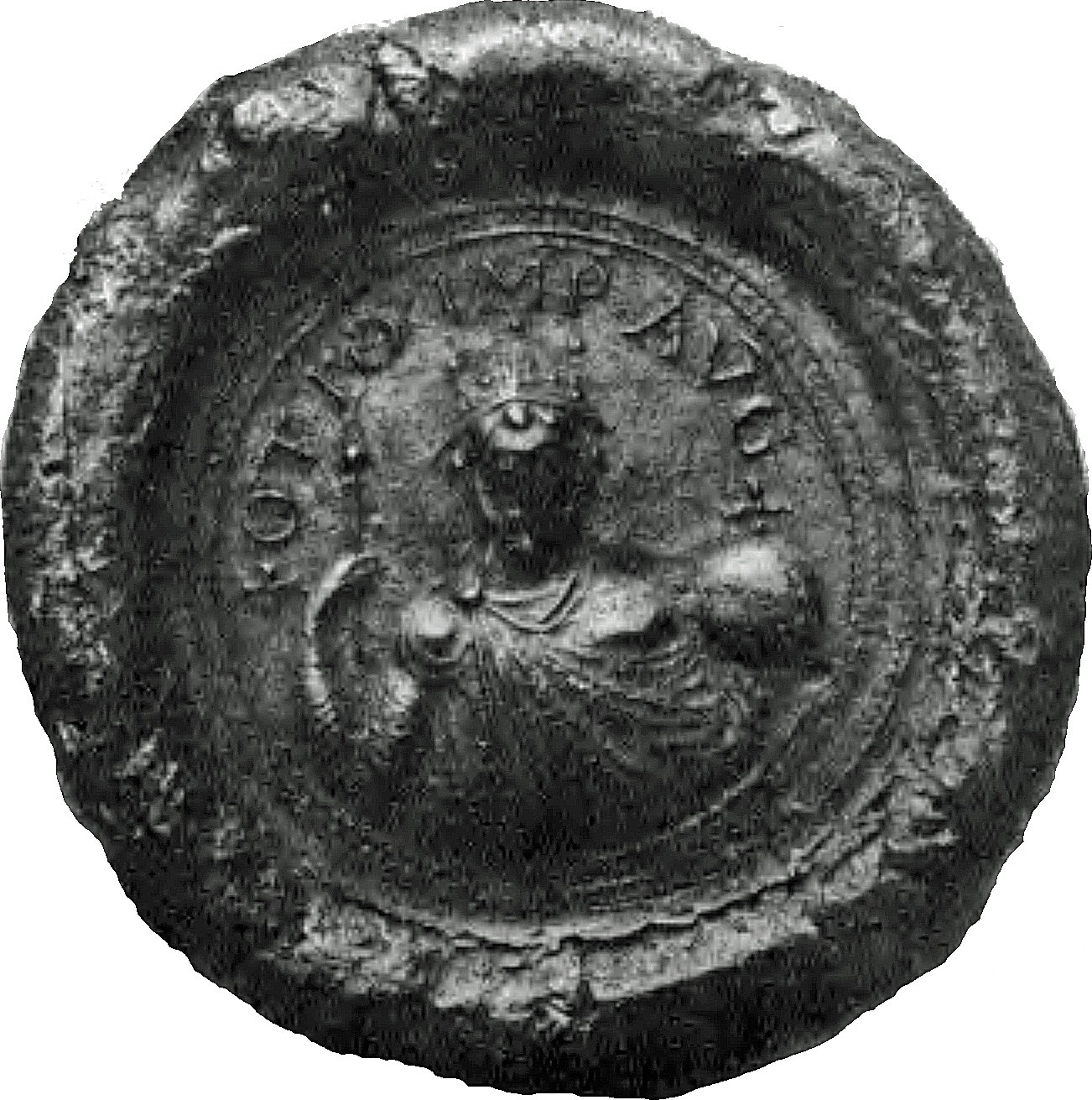
Sceau impérial d', 968.

Le puissant voisin de Germanie ne se satisfait pas du renforcement du pouvoir de Hugues le Grand. Le duc des Francs ne doit pas accaparer toute la Francie mais respecter le partage des pouvoirs. En 946, Otton Ier et Conrad III de Bourgogne lèvent une armée qui tente de prendre Laon, puis Senlis. Ils pénètrent ensemble à Reims avec une armée considérable selon Flodoard. L'archevêque Hugues de Vermandois s'enfuit et Artaud est une seconde fois rétabli après six années d'exclusion : « Robert, archevêque de Trèves, et Frédéric, archevêque de Mayence, le prennent chacun par la main » (Flodoard). Quelques mois plus tard, le roi Louis, libre, se joint à eux contre Hugues le Grand et ses alliés qu'il combat à la bataille de Rougemare. Au printemps 947, Louis et son épouse Gerberge, alors qu'ils passent les fêtes de Pâques à Aix-la-Chapelle chez Otton, demandent de l'aide auprès de ce dernier contre Hugues le Grand.
Entre la fin de l'année 947 et la fin de l'année 948, quatre synodes impériaux sont tenus par Otton entre Meuse et Rhin pour régler le sort du siège archiépiscopal de Reims et celui d'Hugues le Grand. L'une de ces réunions est celle d'Ingelheim (juin 948) au cours de laquelle étaient présents le légat apostolique, trente prélats germaniques et bourguignons et enfin Artaud et son suffragant de Laon parmi les ecclésiastiques de Francie. Louis d'Outremer, avec la permission d'Otton, expose ses griefs contre Hugues le Grand apparemment en saxon pour se faire comprendre du souverain germanique. On a conservé les actes qui décident finalement : « Que nul n'ose à l'avenir porter atteinte au pouvoir royal ni le déshonorer traîtreusement par un perfide attentat. Nous décidons en conséquence que Hugues, envahisseur et ravisseur du roi Louis, sera frappé du glaive de l'excommunication à moins qu'il ne se présente dans les délais fixés devant le concile et qu'il ne s'amende en donnant satisfaction pour son insigne perversité ».
Mais le duc des Francs, ne tenant pas compte de la sentence, dévaste Soissons, les biens rémois, et profane des dizaines d'églises. De son côté, son vassal et parent Thibaud de Blois dit « le Tricheur », qui vient d'épouser Liutgarde, fille d'Herbert II de Vermandois, fait édifier une forteresse à Montaigu (dans le Laonnois) pour narguer le roi, et s'empare de la seigneurie de Coucy (terres rémoises). Le synode de Trèves (septembre 948) décide de les excommunier. Gui de Soissons, qui avait ordonné Hugues de Vermandois, doit se repentir, tandis que Thibaud d'Amiens et Yves de Senlis, tous deux consacrés par Hugues, sont excommuniés. Le roi, avec l'aide d'Arnoul, expulse Thibaud du siège d'Amiens et fait consacrer Raimbaud à sa place (949).

#### Le retour de l'équilibre
La dernière étape de l'émancipation de Louis montre que son règne n'a pas été totalement négatif. En 949, le roi entre à Laon où, sur ordre d'Hugues le Grand, Thibaud de Blois lui livrera la tour quelques mois plus tard. Le souverain reprend, au détriment des vassaux d'Herbert, le château de Corbeny que son père avait donné à Saint-Remi de Reims puis, au passage, il autorise l'archevêque Artaud à battre monnaie dans sa cité. En 950, le souverain et le duc se réconcilient définitivement. À la mort d'Hugues le Noir (952), Hugues le Grand s'empare de la Bourgogne. Louis, désormais allié à Arnoul de Flandre et Albert de Vermandois, exerce une autorité réelle en Francie occidentale au nord de la Loire. Il reçoit même la fidélité de Liétald II de Mâcon et Charles-Constantin de Vienne. Louis et son fils Lothaire sont les derniers rois à se montrer au sud de la Loire avant bien longtemps.
Vers 951, le roi tombe gravement malade lors d'un séjour en Auvergne et décide d'associer au trône le jeune Lothaire âgé d'une dizaine d'années. Au cours de ce séjour, il reçoit l'hommage de l'évêque Étienne de la famille des vicomtes de Clermont. Le roi se remet grâce à l'aide de sa femme la reine Gerberge. Cette dernière a un rôle déterminant durant le règne de son mari. Elle lui a donné sept enfants, dont l'héritier Lothaire — que Flodoard cite ainsi pour ne pas confondre avec le fils de Louis le Pieux : « Lotharius puer, filius Ludowici » (l'enfant Lothaire, fils de Louis) —, Mathilde, qui épousera en 964 Conrad III de Bourgogne, et enfin Charles, qui sera fait duc de Basse-Lotharingie par Otton II du Saint-Empire (977).
Durant les années 950, le réseau royal se remet en place en s'appuyant sur les différents palais qu'a recouvrés le roi. Sous Louis IV (comme ce sera le cas pour son successeur), on note un resserrement géographique autour de Compiègne, Laon et Reims qui finit par donner au château laonnois une primauté incontestable. Ainsi, par le biais des diplômes émis par la chancellerie royale, on peut suivre l'itinéraire des séjours de Louis IV. Le roi se rendait le plus souvent aux palais de Reims (21 % des actes), de Laon (15 %), de Compiègne et de Soissons (2 % chacun).

#### La mort du roi et la légende du loup

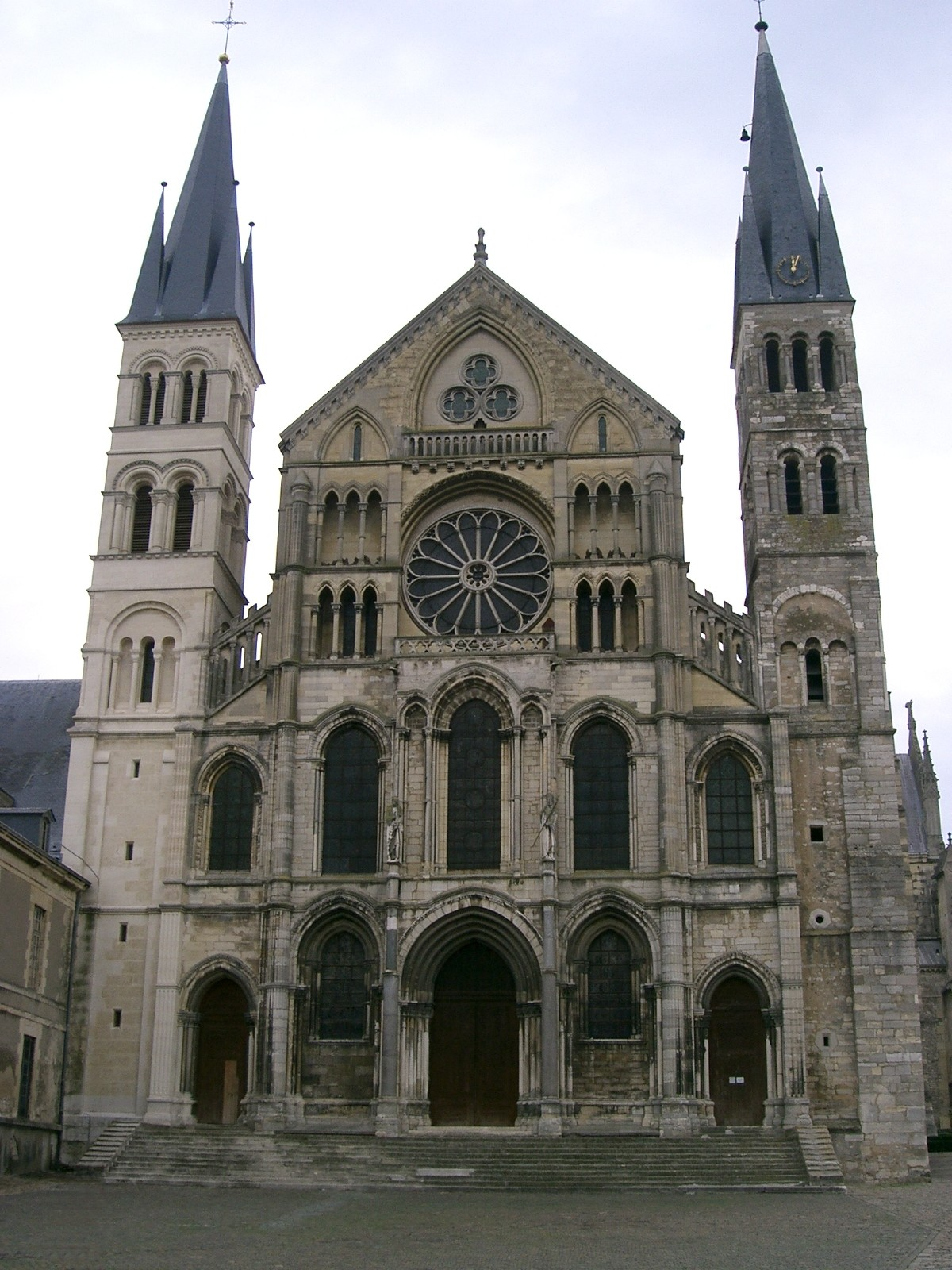
La basilique Saint-Rémi de Reims, lieu de sépulture des derniers Carolingiens.

Au début des années 950, la reine Gerberge, prise d'une peur eschatologique, prend soin de consulter Adson de Montier-en-Der, auteur du traité De ortu et tempore Antichristi (De la naissance de l'époque de l'Antéchrist). Ce dernier rassure Gerberge en lui affirmant que l'arrivée de l'Antéchrist n'aura pas lieu avant la fin des royaumes de Francie et de Germanie, les deux « imperia » fondamentaux de l'Univers dit-il. Le roi des Francs peut donc continuer à régner sans crainte, le Ciel porte sa légitimité.
Pourtant, à la fin de l'été de l'an 954, Louis IV chevauche avec ses compagnons sur la route qui relie Laon à Reims. Alors qu'il traverse la forêt de Voas (près de sa résidence de Corbeny), il aperçoit un loup qu'il tente de poursuivre. Flodoard, à qui on doit ces détails, explique que le roi fait une chute de cheval. Emporté en urgence à Reims, il finit par mourir de ses blessures. Pour le chanoine rémois, le loup que le souverain tentait de chasser n'était pas un animal mais une créature fantastique, une intervention surnaturelle divine.
Flodoard rappelle en effet qu'en 938 Louis IV avait pris d'assaut Corbeny, dans une brutalité extrême et sans respecter les donations faites aux moines par son père. Ainsi la puissance divine se serait-elle vengée en lançant le maléfice du loup par le biais d'une « peste » sur la dynastie carolingienne. Le constat est troublant. D'après Flodoard, Louis serait mort de la tuberculose (qu'on appelle alors pesta elephantis), puis plus tard en 986, Lothaire décédera à son tour d'une « peste » alors qu'il vient d'assiéger Verdun par la force, et enfin son petit-fils Louis V sera victime lui aussi d'une chute de cheval en 987 alors qu'il avait quelques mois plus tôt assiégé la cité de Reims pour obtenir le procès de l'archevêque Adalbéron.

## Mémoire dynastique et sépulture deLouisIV
Gerberge, femme dynamique et dévouée, prend en charge l'inhumation de son défunt mari à Saint-Remi de Reims. Chose inhabituelle dans le royaume carolingien, elle s'occupe de la mémoire dynastique. Il faut dire que la reine, de descendance ottonienne, était constamment aux côtés du roi : elle a résisté aux sièges de Laon (941) et de Reims (946) puis participé aux expéditions militaires d'Aquitaine (944) et de Bourgogne (949). En Francie et en Germanie, le rôle des reines est différent : la mémoire dynastique ici revient surtout à la communauté masculine. Rédigée peu après 956, peut-être par Adson de Montier-en-Der — selon Karl Ferdinand Werner — la Vie de Clotilde propose à la reine Gerberge le modèle d'une reine fondatrice d'une église destinée à accueillir la sépulture des membres de la dynastie carolingienne (Saints-Apôtres) : elle peut faire de Saint-Remi de Reims la nécropole royale. D'ailleurs, dans un diplôme daté de 955, Lothaire est poussé par sa mère à confirmer l'immunité de Saint-Remi, lieu familial du sacre et de l'inhumation.
Le tombeau de Louis IV fut refait à une époque postérieure et détruit pendant la Révolution. Au moment de leur destruction sous la Révolution, les deux tombeaux de Louis IV et de son fils le roi Lothaire se trouvaient de part et d'autre du chœur, du côté de l'épître pour Louis IV et du côté de l'évangile pour Lothaire. Leurs restes avaient été déplacés au milieu du XVIIIe siècle et transportés à droite et à gauche du mausolée de Carloman Ier sous la première arcade de la nef collatérale du côté de la sacristie de la basilique Saint-Remi de Reims. Les statues placées sur les tombes initiales furent laissées à leur place. Les deux statues étaient peintes et on voyait des fleurs de lys d'or au manteau jeté sur l'épaule de chaque roi. Une description graphique du tombeau a été faite par Bernard de Montfaucon,. Le roi était représenté assis sur un trône à dossier avec toit à double versant. Il portait une barbe complète, était coiffé d'un bonnet et vêtu d'une chlamyde. Le trône de Louis IV était semblable à un banc posé sur un socle de même matière. Le siège avait un dos qui s'élevait au-dessus de la tête royale qu'il abritait à l'aide d'un toit à deux versants, trois arceaux ornaient le dessous de ce toit. Le roi était coiffé d'un bonnet et portait une longue barbe. Louis tenait à la main un sceptre terminé par une pomme de pin ; il était chaussé de bottines extrêmement simples et couvert d'une chlamyde. Le socle sur lequel reposaient ses pieds était orné aux angles de figures d'enfants ou de lions. Le socle sur lequel reposaient ses pieds était orné aux angles de figures de lions.

## Descendance deLouisIV
De son épouse, Gerberge de Saxe, Louis IV eut :
- Lothaire, roi des Francs ;
- Mathilde, née à la fin de 943, morte le 26 ou le 27 janvier, entre 981 et 992, inhumée en la cathédrale Saint-Maurice de Vienne (Isère) ;
- Charles, né à Laon en janvier 945, livré aux Normands, après le 13 juillet 945, comme otage pour le roi Louis IV tombé entre leurs mains, mort à Rouen avant 953 ;
- Ne, née début 948, baptisée en milieu d'année ;
- Charles, duc de Basse-Lotharingie ;
- Henri, frère jumeau du précédent, né à Laon pendant l'été 953, mort peu après son baptême.

## Succession deLouisIV
À peine le roi décédé, la reine se sent obligée de demander l'aval du duc Hugues pour sacrer son fils Lothaire. C'est chose faite le 12 novembre 954 à Saint-Remi de Reims.
La régence du Royaume ne revient pas à Gerberge mais à son frère Brunon de Cologne, ce qui marque encore une fois le contrôle ottonien en Francie durant toute la seconde moitié du Xe siècle. Ainsi, avec le règne de Louis IV qui s'achève et celui de Lothaire qui commence, le Xe siècle n'est pas le « sombre siècle de fer et de plomb (…) mais au contraire (…) le dernier siècle de l'Europe carolingienne ».
Son fils Charles, appelé Charles de Basse Lotharingie, se serait installé sur une île de la rivière de Zenne, la Senne, au centre du Brabant, où il aurait érigé un castrum dans le bourg dit de Bruoc Sella ou Broek Zele devenu Bruxelles.

### Sources et bibliographie

#### Ouvrages
: document utilisé comme source pour la rédaction de cet article.
- Geneviève Bührer-Thierry (dir.), Pouvoirs, Église et société. France, Bourgogne et Germanie (888-XIIe siècle), Paris, CNED, 2008.
- Philippe Depreux, Charlemagne et les Carolingiens, Paris, Éditions Tallandier, 2002.
- Jean-Philippe Genet, Les îles Britanniques au Moyen Âge, Paris, Hachette, 2005.
- Marie-Céline Isaïa (dir.), Pouvoirs, Église et société. France, Bourgogne et Germanie (888-1120), Paris, Atlande, 2009.
- Robert Delort (dir.), La France de l'an Mil, Paris, Éditions du Seuil, 1990.
- Olivier Guillot et Yves Sassier, Pouvoirs et institutions dans la France médiévale, t. 1 : Des origines à l'époque féodale, Paris, Colin, 2003 (ISBN 978-2-200-26500-7).
- Dominique Iogna-Prat (dir.), Religion et culture autour de l'an Mil, Paris, Éditions Picard, 1990, 350 p. (ISBN 978-2-7084-0392-5).
- Michel Parisse (dir.), Le Roi de France et son royaume autour de l'an mil, Paris, Éditions Picard, 1992 (ISBN 978-2-7084-0420-5).
- Pierre Riché, Les Carolingiens, une famille qui fit l'Europe, Paris, Hachette, 1999.
- Yves Sassier, Royauté et idéologie au Moyen Âge : Bas-empire, monde franc, France, IVe – XIIe siècle, Paris, Colin, 2002, 346 p. (ISBN 978-2-200-01656-2).
- Yves Sassier, Hugues Capet : Naissance d'une dynastie, Fayard, coll. « Biographies historiques », 14 janvier 1987, 364 p. (ISBN 978-2-213-67002-7, lire en ligne).
- Laurent Theis, Nouvelle histoire de la France médiévale, vol. 2 : L'héritage des Charles : de la mort de Charlemagne aux environs de l'an mil, Paris, Éditions du Seuil, coll. « Points. Histoire » (no 202), 1990, 280 p. (ISBN 978-2-02-011553-7).

#### Articles
- Xavier Barral i Altet, « Le paysage architectural de l'an Mil », La France de l'an Mil, Paris, Éditions du Seuil,‎ 1990, p. 169-183.
- Alexandre Bruel, « Études sur la chronologie des rois de France et de Bourgogne », Bibliothèque de l'École des Chartes, no 141,‎ 1880.
- André Chédeville, « Le paysage urbain vers l'an Mil », Le Roi et son royaume en l'an Mil, Paris, Picard,‎ 1990, p. 157-163.
- Robert Delort, « France, Occident, monde à la charnière de l'an Mil », La France de l'an Mil, Paris, Seuil,‎ 1990, p. 7-26.
- Guy Lanoë, « Les ordines de couronnement (930-1050) : retour au manuscrit », Le Roi de France et son royaume autour de l'an mil, Paris, Picard,‎ 1992, p. 65-72.
- Anne Lombard-Jourdan, « L'Invention du « roi fondateur » à Paris au XIIe siècle », Bibliothèque de l'École des Chartes, no 155,‎ 1997, p. 485-542 (lire en ligne).
- Hervé Pinoteau, « Les insignes du roi vers l'an mil », Le Roi de France et son royaume autour de l'an mil, Paris, Picard,‎ 1992, p. 73-88.
- Jean-Pierre Poly, « Le capétien thaumaturge : genèse populaire d'un miracle royal », La France de l'an Mil, Paris, Éditions du Seuil,‎ 1990, p. 282-308.
- Annie Renoux, « Palais capétiens et normands à la fin du Xe siècle et au début du XIe siècle », Le Roi de France et son royaume autour de l'an mil, Paris, Picard,‎ 1992, p. 179-191.
- Laurent Ripart, « Le royaume de Bourgogne de 888 au début du XIIe siècle », Pouvoirs, Église et société (888-début du XIIe siècle), Paris, CNED,‎ 2008, p. 72-98.
- Michel Sot, « Hérédité royale et pouvoir sacré avant 987 », Annales. Économies, Sociétés, Civilisations, Paris, Armand Colin, no 3, 43e année,‎ mai-juin 1988, p. 705-733 (lire en ligne).
- Michel Sot, « Les élévations royales de 888 à 987 dans l'historiographie du Xe siècle », Religion et culture autour de l'an Mil, Paris, Picard,‎ 1992, p. 145-150.